# Miomantis paykullii
Miomantis paykullii es una especie de mantis de la familia Mantidae. Esta especie se ha descubierto recientemente en Portugal, junto con Miomantis caffra, el tráfico de especies exóticas o terrariofilia, es la causa de que muchos ecosistemas se vean afectados, tanto por la introducción de especies invasoras como por la recolección de animales en su hábitat natural.

## Distribución geográfica
Se encuentra en Egipto, Burkina Faso, Ghana, Israel, Camerún, Kenia, Mauritania, Mozambique, Níger, Senegal, Togo, Chad, Uganda y Zimbabue.